# クラッシュワージネス

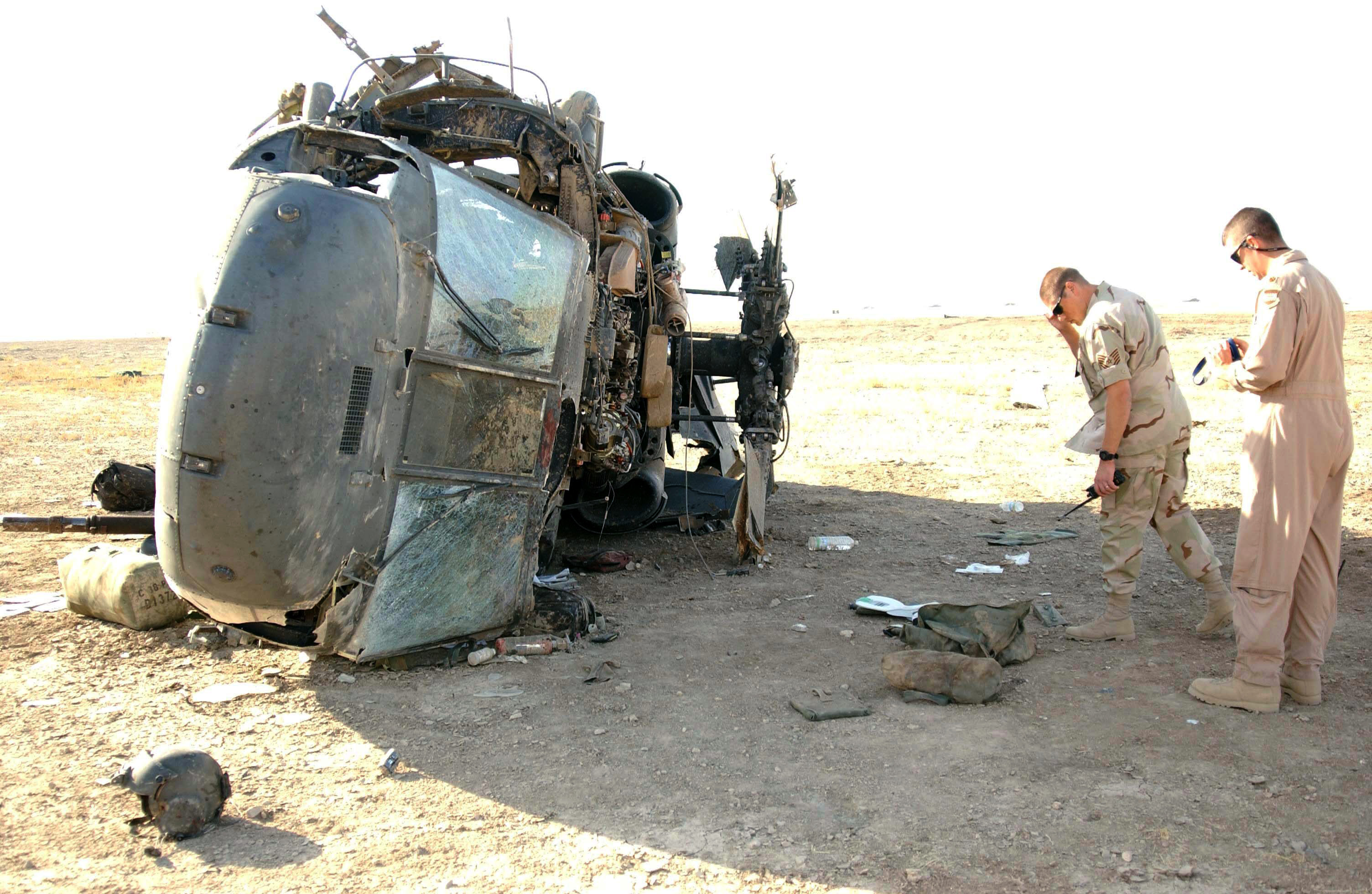
墜落し、横転したUH-60 ブラックホーク（2003年11月、イラク戦争）。しかしキャビンは原形を留め、4人の乗員は救助された。このように、何があってもキャビンの安全性を確保し、乗員の生命を守るのがクラッシュ・ワージネスである。

クラッシュ・ワージネス（英: crashworthiness）とは、飛行機や車両など、特にヘリコプターにおいて、衝突の衝撃から乗員の安全性を確保する性能のことである。

## 概要
自動車などでは主に「クラッシャブルゾーン」（衝突に備えて自動車のボンネット部分などをあえて大きめにかつ潰れやすく造ってあるゾーン）で衝突の衝撃を吸収し、乗員の生命を守る。それに対してヘリコプターでは、主に「クラッシュ・ワージネス構造」（衝撃吸収体をキャビンの周囲に分散して配置し、落下時の衝撃を機体全体で受け止める構造）で衝突の衝撃を吸収し、乗員の生命を守る。
単に「クラッシュワージネス」と言った場合、自動車や鉄道は「ロードワージネス」や「レールワージネス」の範疇で扱い、また普通の航空機ではクラッシュする前に射出座席やパラシュートで脱出できるため、普通はヘリコプターの「クラッシュワージネス構造」に関して言う。機体の一部が潰れて衝撃を軽減する、という発想自体は他の乗り物と似たような考え方になるが、航空機は他の乗り物と違ってGフォース（重力）の影響が大きい。ヘリコプターのクラッシュワージネスは米軍のマニュアルに記載されたものが基準となるため、以下は米軍の軍用ヘリコプターに関する記載が主になるが、普通のヘリコプターでも基本は同じである。
クラッシュ・ワージネスは、日本語では「耐衝突性」とも訳されるが、実際は単に衝突の衝撃を吸収する構造だけでなく、クラッシュ後の火災や溺死を防いだり、また事前の衝突実験やコンピュータシミュレーションなどによる分析なども利用して、衝突時の無数の要因を制御することで乗員の安全性を確保するための総合的な性能のことを指す。
もともとクラッシュ・ワージネス構造の研究は、アメリカ空軍による軍用ヘリコプターの安全性の研究から始まった。

## 実例

### ヘリコプター
ベトナム戦争ではヘリコプターが主要な軍用機として使われたが、ヘリコプターの失速によってきりもみ状態に陥り、Gフォースによって生還可能な事故でも脊椎損傷の傷害を起こす例が多発した。しかしヘリコプターでは戦闘機のように射出座席を用いると乗員がローターに激突するため現実的ではない。そこで1960年代にアメリカ空軍が出版した「the Aircraft Crash Survival Design Guide」において、ヘリコプターにおいて乗員の安全を確保するための指針としてクラッシュワージネスが定義された。その後何度か改訂され、軍用機におけるクラッシュ・ワージネス全般を網羅したものになっている。現在、ヘリコプターのクラッシュワージネスはMIL-STD-1290Aで規定されている。
ヘリコプターのクラッシュワージネスは、典型的には、まず降着装置をクッションにし、次に機体の底部をクッションにしてキャビンへの衝撃を軽減し、さらに座席をクッションにして乗員の安全を確保する、といったような設計になっている。衝突時に機体の一部が潰れて衝撃を吸収する点は、自動車のクラッシャブルゾーンと似たような考え方だが、自動車と違って、ヘリコプターは敵の機関砲や対空ミサイルなどに耐える必要があるため、全体としてはかなり頑丈にしないといけない。また、底部を下にして落下するとも限らず、既に破壊された状態で落下する可能性もある。そのため、潰れることで衝撃を吸収する「衝撃吸収体」を、機首や底部などキャビンの周囲に分散して配置し、機体全体で落下の衝撃を受け止める形となる。しかしキャビンだけは絶対に潰れないような剛構造になっており、乗員の生命を守る。これがヘリコプターの「クラッシュワージネス構造」である。
このクラッシュワージネス構造は、1970年代のシコルスキー・UH-60 ブラックホークやボーイング・AH-64 アパッチにおいて大きな発展を遂げた。これらの機種は設計段階からクラッシュワージネスが重視されており、例えばAH-64 アパッチでは、敵の23mm砲に耐えるセラミックの重装甲と、撃墜される前に敵を破壊するM230機関砲などの重装備を搭載しつつ、万が一にも墜落したときにはこれらをクッションにしてキャビンの安全性を確保する、と言う構造になっている（機関砲がヘリコプターの底部にめり込む感じになる）。さらにSH-60 シーホークでは浮袋も搭載しており、着水したときにタンクが浮袋となって乗員の溺死を防ぐ。また、タンクをキャビンと離して衝突後の焼死を防止するなど、単に墜落の衝撃を防ぐだけでなく、何があってもキャビンの安全性を確保し、乗員の生命を守るのがクラッシュワージネスである。
こうして墜落の衝撃自体による一次傷害は減少したが、頭部外傷などの二次傷害は引き続いて起こった。このため、2010年代以降には、かつてはヘリコプターには搭載不可能だと考えられていたエアバッグなどの実用化が進んでいる。生存率が3割は高まるという。
しかし敵の戦術も向上しているので、クラッシュワージネスにも限界がある。湾岸戦争では無敵だったアパッチが、イラク戦争ではかなり撃墜されて乗員が戦死した。

### 鉄道車両
アンチクライマー、カウキャッチャー、クラッシャブルゾーン、連結器などの存在が、衝撃時の乗員と運転士の安全を確保する。

### 自動車
クラッシャブルゾーン 、シートベルト、エアバッグ、プリテンショナーなどの存在が、衝突時の乗員の安全を確保する。

### 宇宙
さすがにロケットの衝突実験を行うわけにいかないので、シミュレーションによって乗員の安全を確保する。